# Calao à casque rond
Rhinoplax vigil
Genre
Espèce
Synonymes
- Buceros vigil

Statut de conservation UICN

 CR  : 
En danger critique
Statut CITES
Le Calao à casque rond (Rhinoplax vigil) est une espèce d'oiseau de la famille des Bucerotidae ; l'unique représentant du genre Rhinoplax, parfois intégré au genre Buceros. C'est une espèce monotypique.

## Habitat et répartition

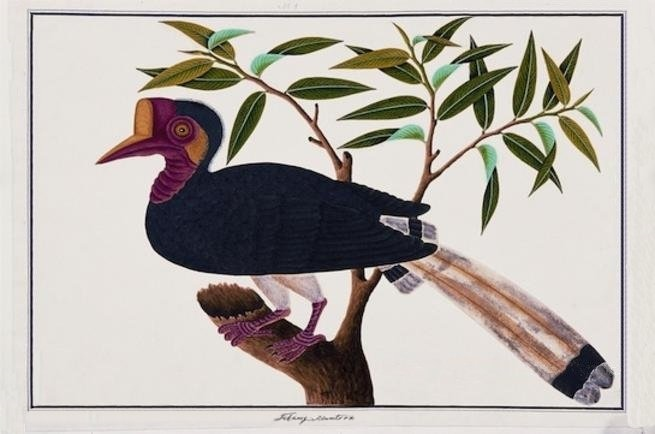
aquarelle

Son aire s'étend à travers le sud  de la Péninsule Malaise, l'Indonésie et les Philippines.

## Mensurations
Il mesure 110 - 120 cm.

## Alimentation
Il se nourrit de fruits (notammement du genre ficus) et de petits animaux.

## Massacre
Le casque de kératine du Calao à casque rond est revêtu sur le devant d'une mince couche d'« ivoire rouge ». Cet ivoire rouge, appelé « ho-ting » en chinois, était autrefois une matière extrêmement prisée pour faire, par exemple, des sculptures miniatures, des bijoux et des ornements décoratifs. Dans les années 1970, les collectionneurs occidentaux de tabatières en ho-ting relancent par leur demande l'artisanat de l'ivoire rouge et menacent encore plus cette espèce déjà en danger. Depuis  2011, l'ivoire rouge du Calao à casque rond est apparu sur internet et est redevenu une matière de luxe à la mode en Chine : ceci entraîne un massacre de cette espèce par les braconniers. Aujourd'hui ce calao est en danger critique d'extinction. Il ne reste par exemple qu'environ 200 calaos à casque rond en Thaïlande, un pays ayant la superficie de la France.